# 日古廖夫斯克
日古廖夫斯克是俄罗斯萨马拉州的一个镇，位于伏尔加河畔，距离州首府萨马拉约90公里，人口48,770人（2002年）。